# Салганский сельсовет
Салганский сельсове́т — сельское поселение в составе Краснооктябрьского района Нижегородской области. Административный центр — село Салганы.

## История
Статус и границы сельского поселения установлены Законом Нижегородской области от 15 июня 2004 года № 60-З «О наделении муниципальных образований - городов, рабочих посёлков и сельсоветов Нижегородской области статусом городского, сельского поселения».
Законом Нижегородской области от 28 августа 2009 года № 141-З сельские поселения Александровский сельсовет, Китовский сельсовет и Салганский сельсовет были преобразованы, путём их объединения, в сельское поселение Салганский сельсовет.

## Население
| 2002  | 2010  | 2012  | 2013  | 2014  | 2015  | 2016  |
| ----- | ----- | ----- | ----- | ----- | ----- | ----- |
| 1964  | ↘1434 | ↘1380 | ↘1333 | ↘1290 | ↘1229 | ↘1186 |
| 2017  | 2018  | 2019  | 2020  | 2021  |       |       |
| ↘1162 | ↘1117 | ↘1094 | ↘1062 | ↗1106 |       |       |

## Состав сельского поселения
| №  | Населённый пункт | Тип населённого пункта       | Население |
| -- | ---------------- | ---------------------------- | --------- |
| 1  | Акулинино        | село                         | ↘59       |
| 2  | Александрово     | село                         | ↘158      |
| 3  | Большая Мажарка  | село                         | ↘39       |
| 4  | Буяновка         | деревня                      | ↘43       |
| 5  | Загарино         | деревня                      | ↘26       |
| 6  | Китово           | село                         | ↘115      |
| 7  | Княжевка         | деревня                      | ↘33       |
| 8  | Лукьяновка       | деревня                      | ↘38       |
| 9  | Малая Мажарка    | деревня                      | ↘59       |
| 10 | Марьевка         | деревня                      | →0        |
| 11 | Работник         | посёлок                      | ↘1        |
| 12 | Салганы          | село, административный центр | ↘781      |
| 13 | Фёдоровка        | село                         | ↘82       |
| 14 | Чуркино          | деревня                      | →0        |